# فرانك جاي ديكسون
فرانك جاي ديكسون (بالإنجليزية: Frank J. Dixon)‏ هو أستاذ جامعي أمريكي، ولد في 9 مارس 1920 في سانت بول في الولايات المتحدة، وتوفي في 8 فبراير 2008 في سان دييغو في الولايات المتحدة.